# Limnodrilus variatus
Limnodrilus variatus är en ringmaskart. Limnodrilus variatus ingår i släktet Limnodrilus och familjen glattmaskar. Inga underarter finns listade i Catalogue of Life.